# José Domingo Arias
José Domingo Arias Villalaz (Ciudad de Panamá; 26 de octubre de 1963) es un economista, empresario y político panameño. Fue viceministro y ministro dentro del gobierno de Ricardo Martinelli y fue candidato presidencial por el partido Cambio Democrático en las elecciones generales del 4 de mayo de 2014. El 7 de octubre de 2018 fue nominado como candidato presidencial del Partido Alianza en las elecciones generales de 2019, pero el 26 de diciembre de 2018 anunció su renuncia como candidato.

## Primeros años
Nació el 26 de octubre de 1963 en la capital panameña, y es hijo de Marta Graciela Villalaz Arias y Julio Rubén Arias Valdés. Su abuelo paterno, Aurelio Arias, fue diputado en la Asamblea Nacional Constituyente en 1946. Sus tíos, Bernardino y Sergio González Ruiz, fungieron como ministros de Estado y Presidentes designados bajo la administración del presidente Roberto F. Chiari. 
Estudió hasta el quinto grado de primaria en el Colegio Javier y posteriormente continuó sus estudios primarios y secundarios en el Instituto Pedagógico de la Ciudad de Panamá. Posteriormente ingresó a la Facultad de Ciencias Económicas de la Universidad de Buenos Aires, Argentina, donde obtuvo su Licenciatura en Economía. Se especializó en comercio internacional en el Instituto de Comercio Exterior (ICEX) en Buenos Aires.

## Vida profesional
Su vida laboral comenzó en la industria del vestido, como un vendedor en Ciudad de Panamá, para luego llegar a una posición ejecutiva en la compañía Industrias Modernas S.A. Jugó un papel decisivo en el desarrollo comercial de la empresa con 22 años de experiencia en el mercado textil, fue accionista con presencia en más de 12 países de América Latina.

## Vida política
En 2006 se unió al partido Cambio Democrático, en la que ayudó en la elaboración y confección del plan de gobierno del partido con miras a las elecciones generales del 2009, y actuó como portavoz de la campaña del entonces candidato presidencial Ricardo Martinelli.

### Durante el gobierno de Martinelli
Fungió como Viceministro de Comercio Exterior desde julio de 2009 hasta septiembre de 2011. Creó la agencia gubernamental para la atracción de inversiones y promoción de exportaciones (PROINVEX) y en 2010, organizó una serie de conferencias internacionales llamada PANAMAINVEST, con el objetivo de promover la inversión extranjera directa en Panamá. Mejoró la efectividad de la oficina para hacer negocios con las principales sedes o cuartales centrales de las empresas multinacionales, reduciendo el tiempo de gestión y certificación de su labor siguiendo las normas de calidad ISO 9001.
En 2011, tras la salida del Partido Panameñista del gobierno, el presidente Ricardo Martinelli designó a Arias como Ministro de Vivienda y Ordenamiento Territorial (MIVIOT).
Aquí, su primera tarea fue la de continuar y terminar el Proyecto Curundú, proyecto de renovación urbana de unos de los barrios más pobres de la capital, y que benefició directamente a más de mil familias pobres.
Ejecutó el Programa Social de Vivienda Piso y Techo, dirigido a mejorar las condiciones de vida de las familias pobres que viven en viviendas de piso de tierra, principalmente en las zonas rurales. Construyó el Primer Barrio Digital, con acceso a Internet inalámbrico en cada vivienda. También trajo al proceso de certificación  ISO 9001 a las principales direcciones dentro del Ministro de Vivienda y Ordenamiento Territorial para cumplir con esta norma de calidad.

### Candidato a la presidencia en 2014
José Domingo Arias se convirtió el domingo 12 de mayo de 2013, en el abanderado del oficialista partido Cambio Democrático (CD) para las elecciones generales del 2014, al ganar las elecciones primarias. La asistencia de los miembros del Partido Cambio Democrático, fue del 40,4%. 
En esta contienda interna de CD resultó elegido Arias, quien obtuvo 122.483 votos que representó el 67,7% de los votos emitidos, seguido de Rómulo Roux con el 27,4% (49.628 votos) y en tercer lugar Giselle Burillo con un 3.8% (6879 votos). Mientras, Luis García obtuvo 0.25% (464 votos), Rubén “El Kuna” González recibió 0.24% (445 votos), Roberto Ruíz Díaz con 0.20% (371 votos), Jorge Quiroz con 0.18% (334 votos), Gabriel D’Annunzio Rosanía con 0.12% (222 votos) y Juan Díaz con 0.1% (185 votos), quienes conformaban el resto de los precandidatos.
En las elecciones presidenciales del 4 de mayo de 2014, fue derrotado ante el entonces vicepresidente Juan Carlos Varela del Partido Panameñista, obteniendo 571 mil votos (31% de los votos), quedando en el segundo lugar.
Tras las elecciones se mantuvo alejado de la política hasta que el 29 de agosto de 2017 fue detenido preventivamente por una supuesta donación hecha por Odebrecht en su campaña política. Posteriormente, el 28 de septiembre, su medida fue ajustada a prohibición de salida del país.

### Abandono del CD y unión a Alianza
En abril de 2018, Arias abandonó Cambio Democrático (CD) aduciendo falta de disposición con las bases del partido y se sumó al Partido Alianza, que nació de una facción disidente del CD. Posteriormente, anunció sus intenciones en ser precandidato presidencial por dicho partido, con miras a las elecciones generales de 2019, siendo electo el 7 de octubre de 2018 como candidato presidencial. No obstante, el 26 de diciembre de 2018 anunció su renuncia.

## Vida familiar
Está casado con Aimée Álvarez y actualmente tiene tres hijos.